# Kościół św. Anny w Tucznej
Kościół świętej Anny – rzymskokatolicki kościół parafialny należący do parafii pod tym samym wezwaniem (dekanat Terespol diecezji siedleckiej).
Jest to świątynia wzniesiona w latach 1879–1882. Projekt budowli przygotował Maksymilian Pawłowski w 1878 roku. Do kościoła została przeniesiona większość wyposażenia z zamkniętego kościoła św. Anny w Kodniu. Przewodniczącym komitetu budowy był Józef Grabowski, dziedzic Wólki Zabłockiej.
W latach 1945–1946 został wykonany generalny remont świątyni, uszkodzonej podczas wojny pociskami artyleryjskimi, następny został przeprowadzony w 1975 roku.
Budowla reprezentuje styl eklektyczny, z elementami stylów: neogotyckiego i neoromańskiego. Jest świątynią murowaną, wzniesioną z cegły i otynkowaną, osadzoną na granitowym cokole. Przodem jest zwrócona w stronę wschodnią. Posiada plan prostokąta, składa się z pięcioprzęsłowej nawy, zamkniętego trójbocznie prezbiterium, po bokach którego są umieszczone niższe, prostokątne zakrystie, i wysokiej wieży z przodu na osi.
Fasada kościoła jest trzyosiowa, wieża na rzucie kwadratu, posiada ścięte narożniki i cztery kondygnacje. Dwie dolne kondygnacje posiadają skarpy. Wejście główne znajdujące się w przyziemiu jest otoczone uskokowym portalem z dwiema parami kolumienek o kostkowych kapitelach i półkolistym tympanonem, który ujęty jest profilowaną archiwoltą. Powyżej trójkątnego szczytu, który jest zwieńczeniem dolnej kondygnacji wieży, jest umieszczone wysokie, półkoliście zamknięte okno. W trzeciej i czwartej kondygnacji znajdują się zamknięte półkoliście, zdwojone przeźrocza. Elewacje wieży zakończone są gzymsem opartym na kroksztynach, wyłamanym trójkątnie na osi. Po jej bokach są umieszczone niższe, dwukondygnacyjne wieżyczki, na dole kwadratowe, a na górze ośmiokątne.
Elewacje boczne świątyni posiadają podziały ramowo-pilastrowe. Dachy pokryte są blachą, nad nawą i prezbiterium są dwuspadowe (ten drugi jest zakończony trójbocznie), natomiast nad zakrystiami pulpitowe. Nad zachodnim szczytem nawy jest umieszczone murowane wrzeciono na sygnaturkę. Wieże posiadają ostrosłupowe dachy hełmowe, środkowy zakończony jest krzyżem, umieszczonym na kuli.

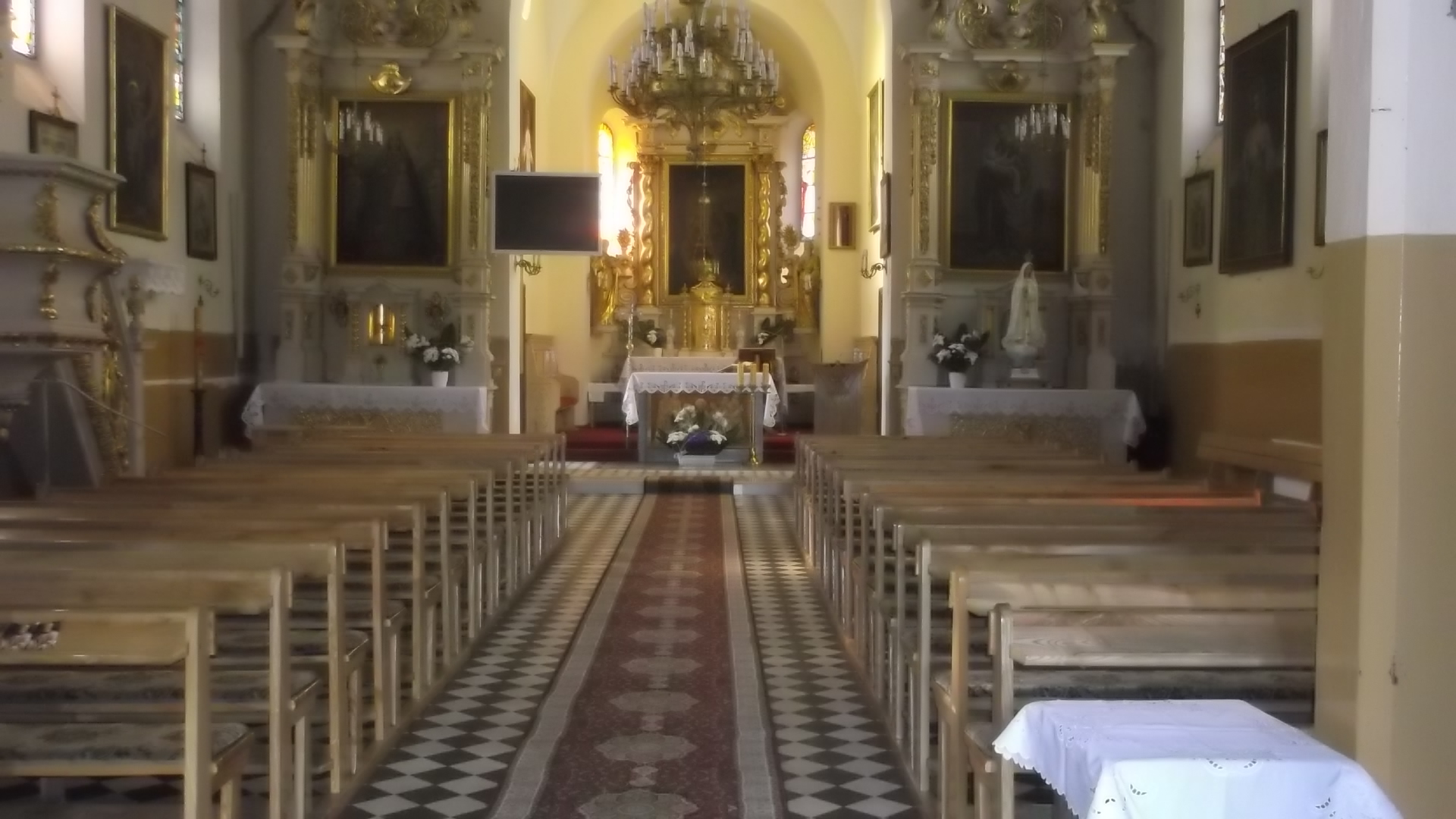
Wnętrze świątyni

Wewnątrz nawę nakrywa beczkowy strop z ozdobną więźbą z ażurowymi podporami, prezbiterium jest nakryte sklepieniem kolebkowym z głębokimi lunetami i półkolistym zamknięciem. Łuk tęczowy ma kształt półkolisty. Okna zamknięte są półkoliście, w zakrystiach posiadają nadwieszone, prostokątne zamknięcia, w bocznych ścianach prezbiterium znajdują się okulusy.